# Nico Dostal
Nikolaus Josef Michael Dostal, connu sous le nom de Nico Dostal, né à Korneubourg le 27 novembre 1895 – mort à Salzbourg le 27 octobre 1981, est un compositeur autrichien d'opérettes et de musique de film.

## Biographie
Nico Dostal est né à Korneubourg, en Basse-Autriche. Il est le neveu du compositeur Hermann Dostal. Il étudie d'abord le droit à l'université de Vienne, mais se tourne rapidement vers la musique à l'Académie de musique religieuse de Klosterneuburg. Il se fait connaître avec sa Grand Messe en ré majeur créée à Linz en 1913.
Après avoir participé à la Première Guerre mondiale, Dostal est Kapellmeister des théâtres d'Innsbruck, Sankt Pölten, Vienne, Tchernivtsi et Salzbourg, avant de déménager à Berlin en 1924, où il se tourne vers la musique profane. Il travaille dans l'édition musicale et comme arrangeur pour Oscar Straus, Franz Lehár et Robert Stolz, entre autres.
En 1933, Dostal écrit la musique du film Kaiserwalzer et connaît un grand succès avec sa première opérette, Clivia, suivie par Die Vielgeliebte (1934), Die Ungarische Hochzeit (1939) et de nombreuses musiques de film.
En 1946, il s'installe à Vienne, puis en 1954, à Salzbourg, où il continue à se consacrer à la composition. Il écrit, entre autres, l'opéra de chambre So macht man Karriere. Dostal continue aussi à composer de la musique religieuse.
En 1942, il épouse la chanteuse d'opéra Lillie Claus, dont il a un fils, Roman Dostal, qui deviendra chef d'orchestre. Dostal meurt à Salzbourg, où il est enterré dans une tombe d'honneur du cimetière principal, le Salzburger Kommunalfriedhof.

## Œuvres principales

### Opérettes
- Die exzentrische Frau, 1922
- Lagunenzauber, 1923
- Clivia, 1933
- Die Vielgeliebte, 1934
- Prinzessin Nofretete, 1936
- Extrablätter, 1937
- Monika, 1937
- Die Ungarische Hochzeit, 1939
- Die Flucht ins Glück, 1940
- Die große Tänzerin, 1942
- Eva im Abendkleid, 1942
- Manina, 1942
- Verzauberte Herzen, 1946
- Ein Fremder in Venedig, 1946
- Süße kleine Freundin, 1949
- Zirkusblut, 1950
- Der Kurier der Königin, 1950
- Doktor Eisenbart, 1952
- Der dritte Wunsch, 1954
- Liebesbriefe Operette, 1955
- So macht man Karriere, 1961
- Rhapsodie der Liebe, 1963
- Der goldene Spiegel
- Don Juan und Figaro oder Das Lamm des Armen, 1990

### Musiques de films
- Jedem seine Chance, 1930
- Three Days Confined to Barracks (1930)
- Kopfüber ins Glück, 1931
- Kaiserwalzer, 1933
- Fiakerlied, 1936
- Der Optimist, 1938
- Mordsache Holm, 1938
- 13 Stühle, 1938
- Heimatland, 1939
- Das Lied der Wüste, 1939
- Die Geierwally, 1940
- Schwarz auf weiß, 1943
- Glück bei Frauen, 1944
- Kind der Donau, 1950
- Frühling auf dem Eis, 1951
- Das Herz einer Frau, 1951
- Seesterne, 1953 (Sea Stars)
- Eine Nacht in Venedig, 1953
- Die Ungarische Hochzeit, 1969